# Mokronos (Gran Polonia)
Mokronos [pronunciación en polaco: /mɔˈkrɔnɔs/] (en alemán: Mokronos) es un pueblo en el distrito administrativo de Gmina Koźmin Wielkopolski, dentro del Distrito de Krotoszyn, Voivodato de Gran Polonia, en el centro-oeste de Polonia. Se encuentra aproximadamente 9 kilómetros al oeste de Koźmin Wielkopolski, 15 kilómetros al noroeste de Krotoszyn, y 73 kilómetros al sudeste de la capital regional, Poznań.
El pueblo tiene una población de 800 habitantes.